# Philippe Cauderlier
Philippe Edouard Cauderlier (Antwerpen, 17 april 1812 – Gent, 29 oktober 1887) was een 19e-eeuwse chef-kok, traiteur en auteur van meerdere kookboeken.
Cauderlier werd geboren als zoon van een ongetrouwde meid uit Virelles die zich in Brussel had gevestigd. Begin jaren 1830 werkte hij er bij een patissier. In 1842 verhuisde hij naar Gent en opende in de Sint-Janstraat de voedingswinkel Au pâté roulant. Later hield hij in de Veldstraat een winkel voor exclusieve voedingswaren. Als traiteur-kok verzorgde hij onder meer banketten voor koning Leopold I. Financieel ging het hem voor de wind. Einde jaren 1850 verkocht Cauderlier zijn traiteurzaak en begon hij kookboeken te schrijven.
De Franse keuken was de referentie voor Cauderlier: hij stoorde zich aan de overdaad van Carême en stelde de burgerlijke kookkunst van Menon tot voorbeeld. In 1861 bracht hij L'Economie culinaire uit, vertaald als Het Spaarzame Keukenboek. Dit kookboek was voor alle fortuinen bestemd, voor alle personen die volgens Cauderlier "eene goede en gezonde keuken willen doen, zonder diep in de beurs te gaan". Dit was een van de eerste moderne kookboeken in het Nederlandse taalgebied. Maar het werd vooral een bestseller omdat de focus op huishoudelijk gebruik lag. Voordien bestonden er eigenlijk alleen kookboeken voor rijken. Ook de aandacht voor lokale en verse producten was nieuw. Het boek werd vele malen herdrukt en het kwam ook in het buitenland uit.

## Publicaties
- L'Economie culinaire (1861)
  - Het spaerzame keukenboek (1861)
- La cuisinière (1863), verkorte versie van L'Economie culinaire
  - Keukenboek (1884)
- La pâtisserie et les confitures (1874)
  - Pasteien en confituren (1883)
- Le livre de la grosse et de la fine charcuterie (1877)
- Les 52 menus du gourmet (1877)
- La santé par les aliments pour vivre de 50 à 80 ans et plus (1882)